# Macquet
Macquet is een historisch motorfietsmerk.
Moteurs Macquet, Duinkerken (1951-1954).
Dit was een Frans merk dat motorfietsen met 123- en 174 cc Ydral-tweetakten maakte.